# Harpactea herodis
Harpactea herodis är en spindelart som beskrevs av Brignoli 1978. Harpactea herodis ingår i släktet Harpactea och familjen ringögonspindlar.
Artens utbredningsområde är Israel. Inga underarter finns listade i Catalogue of Life.